# Polonez (pociąg)

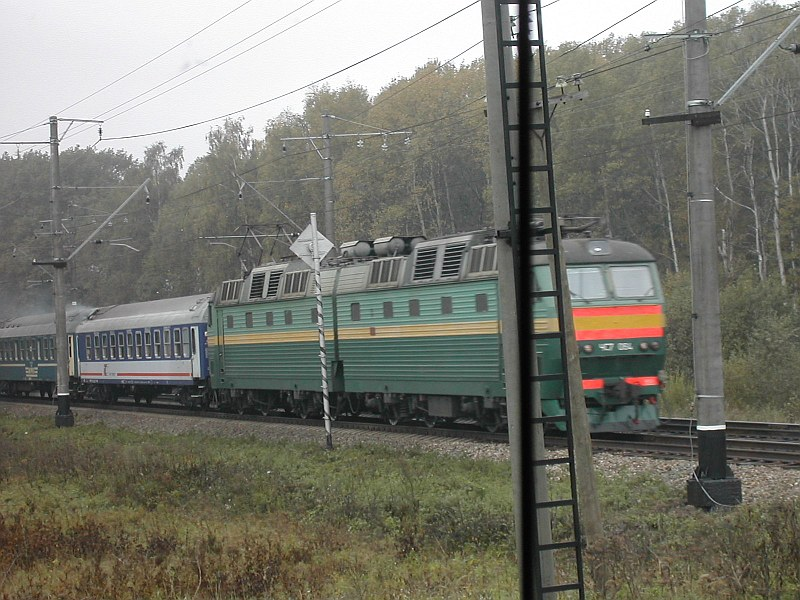
Polonez w drodze do Moskwy zbliża się do Możajska z polskimi wagonami prowadzonymi przez rosyjską lokomotywę CzS7 produkcji czechosłowackiej (2004)

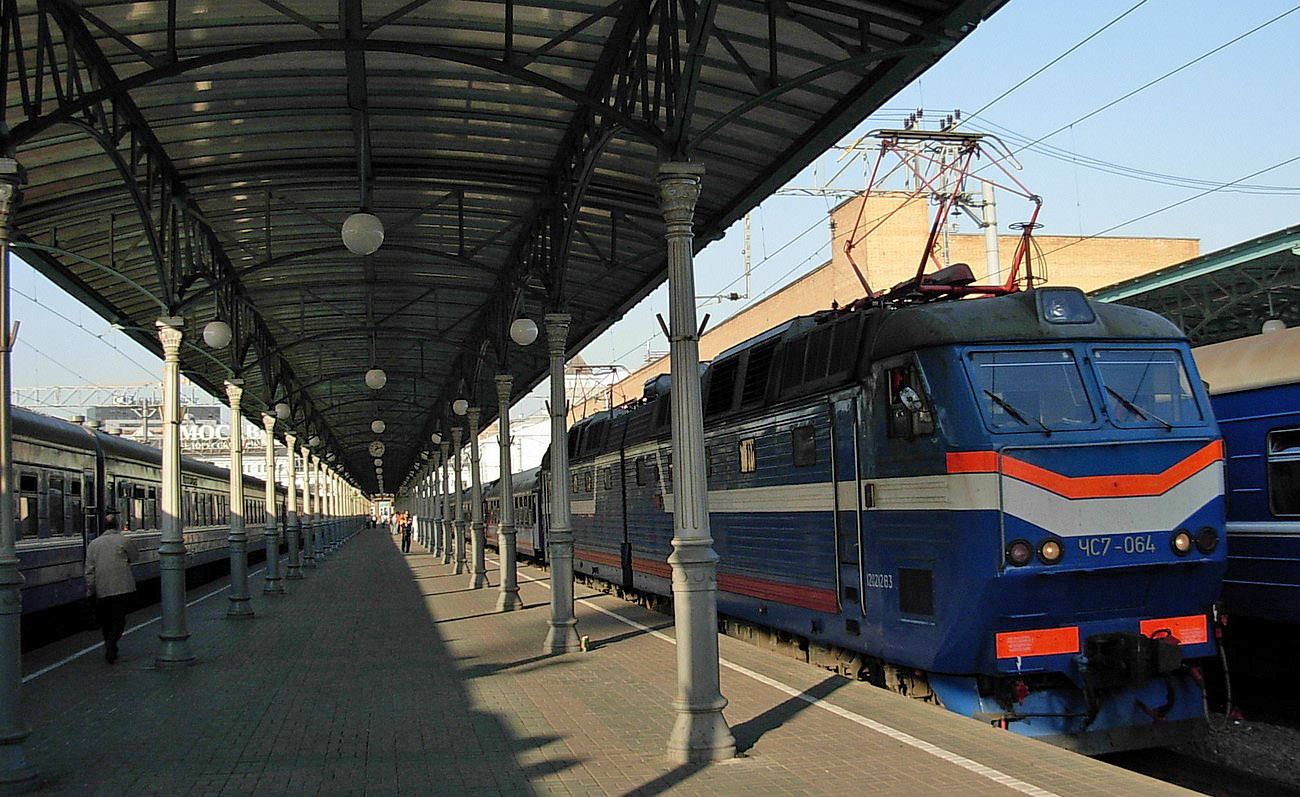
Tuż przed odjazdem z Dworca Białoruskiego w Moskwie (2008)

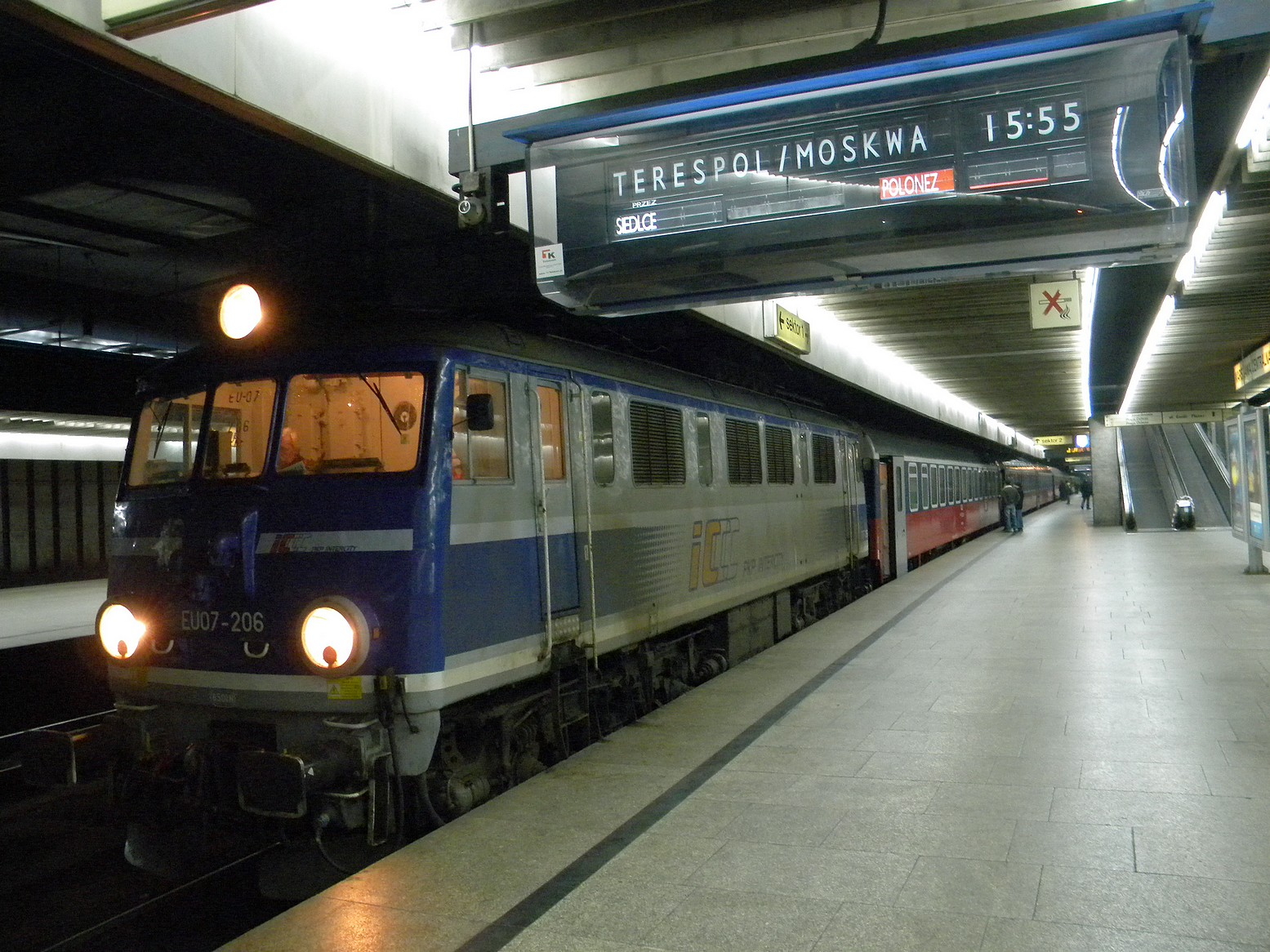
Tuż przed odjazdem z dworca Warszawa Centralna

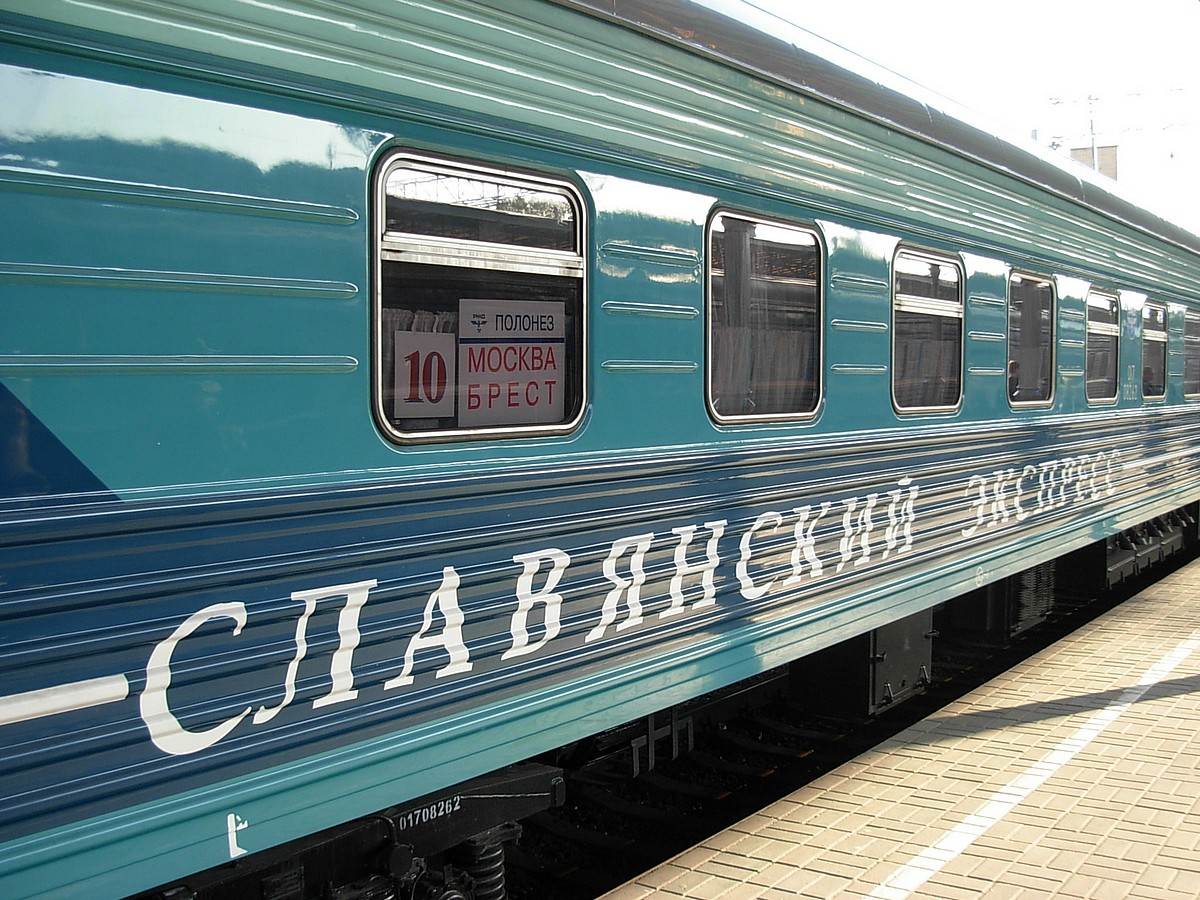
Rzadki widok: wagon z pociągu „firmowego” Moskwa-Mińsk Białoruski w składzie Poloneza na odcinku Moskwa – Brześć (2008)

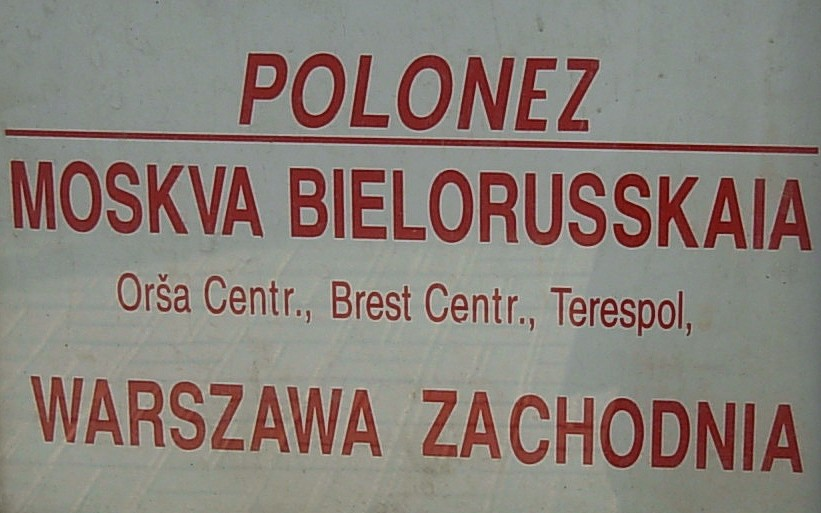
Tablica informacyjna na polskim wagonie pociągu Polonez; nazwy miast w transliteracji na alfabet łaciński (2008)

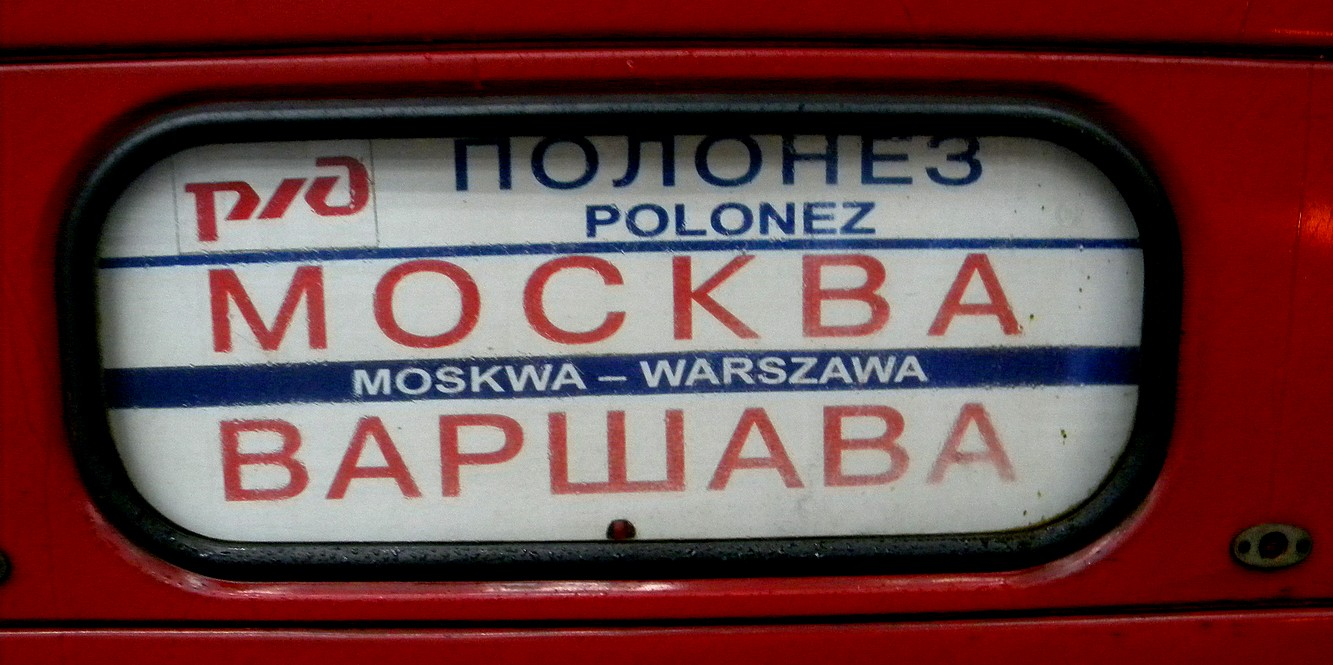
Tablica informacyjna na rosyjskim wagonie pociągu Polonez

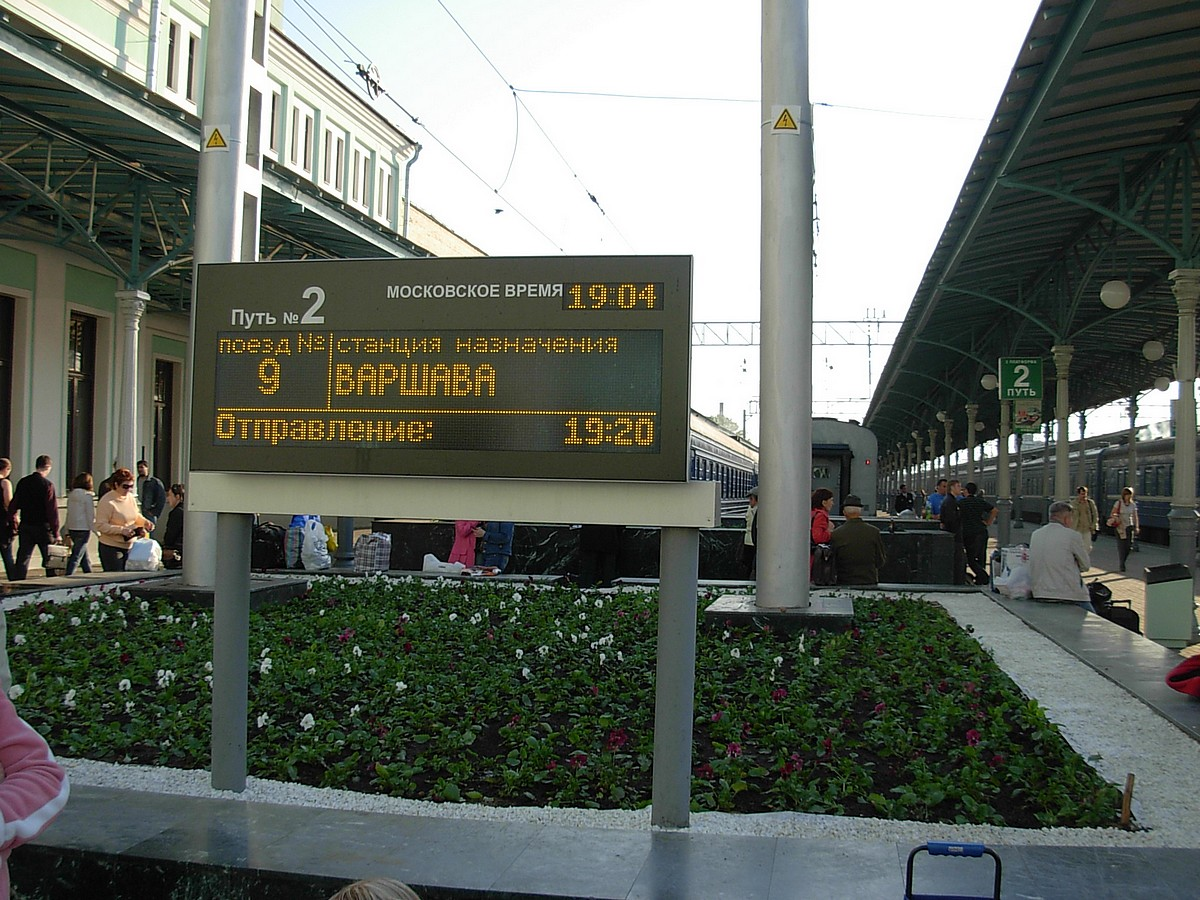
Informacja o odjeździe pociągu na wyświetlaczu Dworca Białoruskiego

Polonez – międzynarodowy pociąg pasażerski PKP, obsługujący w latach 1973–2019 (z przerwami) relację Warszawa – Moskwa (stacje Warszawa Zachodnia – Moskwa Białoruska, pociąg nr 9/10). Nazwa pochodzi od tańca „polonez”, w szczególności poloneza Ogińskiego, znanego (również w Rosji) jako „Pożegnanie Ojczyzny”. 

## Historia pociągu
Pociąg Polonez został uruchomiony w czerwcu 1973 i był jednym z symboli „przyjaźni polsko-radzieckiej”. W czasach PRL pociąg kursował jako kategoria Interexpress (mającą być odpowiednikiem kategorii InterCity w Europie Zachodniej). Wówczas w skład pociągu wchodziło nawet do 20 wagonów sypialnych.
Dnia 11 grudnia 2005 r. PKP Intercity zawiesiły kursowanie pociągu, tłumacząc to znacznym deficytem kosztów jego obsługi i małym zainteresowaniem podróżnych, których ubyło w szczególności po wprowadzeniu w 2003 r. ruchu wizowego pomiędzy Polską a Rosją. W latach 90. długość pociągu była systematycznie redukowana, by od przeciętnych 12 wagonów zmaleć do 4–6.
Kursowanie pociągu zostało wznowione 27 maja 2007 roku. Według rozkładu jazdy 2007/08 poza sezonem wakacyjnym w skład pociągu wchodzą 4 wagony sypialne. W dni nieparzyste w składzie kursują polskie wagony sypialne (serii WLABdu) spółki PKP Intercity, a w dni parzyste wagony rosyjskie (serii WLAB-mee) sieci RŻD wyprodukowane w fabryce Waggonbau Görlitz. Na odcinku Warszawa Zachodnia – Terespol oprócz wagonów sypialnych w komunikacji międzynarodowej pociąg prowadzi także cztery ogólnodostępne wagony spółki PKP Intercity z miejscami do siedzenia 2 klasy, jeden wagon z miejscami do siedzenia 1 klasy. Na odcinku z Brześcia do Moskwy Białoruskiej do pociągu doczepiane są cztery rosyjskie wagony sypialne oraz wagon restauracyjny.
Zgodnie z rozkładem jazdy z 2005 roku, Polonez pokonywał swoją trasę w około 19,5 godziny, w tym ponad 3 godziny zajmował postój i wymiana zestawów kołowych na stacji granicznej w Brześciu. Od maja 2007 roku pociąg pokonywał drogę między Warszawą a Moskwą w 18,5 godziny.
Według rozkładu jazdy 2009/2010 podróż z Warszawy do Moskwy trwała nieco mniej, bo 18 godzin i 5 minut. W Polsce pociąg od grudnia 2013 prowadzony jest przez Polską lokomotywę EP09, która pozwala miejscami rozwinąć prędkość 160 km/h na odcinku Warszawa Zachodnia – Terespol. W rezultacie czas przejazdu ze stacji Warszawa Zachodnia do Moskwy zmniejszył się w grudniu 2013 do 17 godzin i 51 minut. Do tego momentu pociąg prowadzony był przez lokomotywę elektryczną serii EU07/EP07 mimo że użycie lokomotywy innej serii pozwoliłoby już od zakończenia remontu linii kolejowej nr 2 w 2009 znacznie skrócić czas przejazdu (infrastruktura dostosowana została do prędkości 160 km/h, a lokomotywa EU07 osiągać mogła prędkości do 120 km/h).
Wraz z końcem obowiązywania rozkładu jazdy na okres 2018/2019, Polonez został zlikwidowany i zastąpiony przez inne połączenia.

## Literatura
- Henryk Suchar, Teatr Moskwa, Wydawnictwo Adam Marszałek, Toruń 2004.
- Marek Graff, „Reaktywacja pociągu Polonez rel. Warszawa-Moskwa”, Świat kolei nr 7/2007, s. 4-5.